# Pedro Rosemblat
Pedro Rosemblat (Buenos Aires, 17 de enero de 1990) es un periodista, humorista, conductor de radio, streamer, columnista y escritor argentino.

## Biografía
Nacido en Buenos Aires, es hijo de Sergio Rosemblat y de la modelo y asesora de imagen, Marcela Amado. Militante político desde su juventud, comenzó estudios universitarios de Derecho en 2009, los que dejó inconclusos para trabajar en los medios de comunicación masivos. En febrero de 2024 confirmó que estaba en pareja con la actriz, cantante y compositora argentina Lali Espósito.

## Trayectoria en los medios

### Redes sociales
En 2012 Rosemblat se hizo conocido en redes sociales (Blogspot, Twitter y Facebook) con el seudónimo: «El Pibe Trosko», donde ironizaba sobre los militantes de izquierda, utilizando el humor político para comentar los sucesos de la actualidad argentina.

### Libros
Bajo el seudónimo de Pibe Trosko, Rosemblat publicó en 2013 una recopilación de sus intervenciones en línea, en formato de libro, con el título: «Patria o suerte, venceremos».  En 2019, en alusión a una frase del expresidente Macri, Rosemblat, ya con su nombre, lanzó un nuevo libro titulado: «Pasaron cosas».

### Radio
En 2014 Pedro Rosemblat comenzó su actividad en radio en las emisoras:  América, Nacional Rock, del Plata y Radio 10. Más tarde condujo: Total Interferencia, en la radio online Futurock, y Patrulla Perdida, en El Destape Radio.

### Televisión
En televisión por cable, Pedro Rosemblat trabajó en C5N, en el programa El Destape, del periodista Roberto Navarro. En esa emisión interpretaba a un personaje conocido como: «el cadete», el cual hacía comentarios sobre la realidad política argentina.

### Streaming
A partir de 2022, junto a otros colegas, lanzó el canal de streaming «Gelatina» alojado en la plataforma You Tube. El mismo comenzó con unas pocas emisiones y, a partir de 2023, se amplió a una programación más variada, con diferentes producciones de distintos géneros, mayormente periodísticos.  En algunos de ellos Rosemblat es uno de los conductores y como tal ha entrevistado a importantes figuras de la política y la cultura argentina, entre ellos a la expresidenta Cristina Fernández de Kirchner, el expresidente Alberto Fernández, y el Indio Solari.  A partir de 2025, el canal comenzó una campaña de financiamiento con la creación de una comunidad de socios.

#### La Fábrica de Jingles
Durante las elecciones presidenciales de Argentina de 2023 Pedro Rosemblat, Ivana Sherman y Marcos Aramburu, conductores del programa Tres Estrellas, emitido por Gelatina, lanzaron un segmento llamado: «La Fábrica de Jingles» donde el público podía enviar sus propios jingles políticos de dicha elección, por lo general versiones reversionadas de temas musicales, con una letra acorde a la política local en referencia, elogiosa o crítica, a un candidato. La repercusión de esta iniciativa fue tan exitosa que fue mencionada por los referentes políticos aludidos, originó un movimiento musical llamado: «mafia jinglera» y continuó durante los años siguientes en el nuevo programa de la señal: Industria Nacional. A partir de este fenómeno, a finales de 2024, se realizaron dos presentaciones en vivo en el Estadio Obras de Buenos Aires. 

## Trayectoria política
Militante peronista, e identificado con el kirchnerismo, Rosemblat fue precandidato a jefe de gobierno de la Ciudad autónoma de Buenos Aires, por la alianza Unión por la Patria en las elecciones locales del 2023

## Premios y nominaciones
| Año  | Ceremonia          | Categoría       | Trabajo                       | Resultado | Ref.   |
| ---- | ------------------ | --------------- | ----------------------------- | --------- | ------ |
| 2024 | Premios Argentores | Radio streaming | Industria Nacional – Gelatina | Ganador   | [ 19 ] |